# Chamena Halli, Shimoga
Chamena Halli là một làng thuộc tehsil Shimoga, huyện Shimoga, bang Karnataka, Ấn Độ.